# The NEXT EXIT
『the NEXT EXIT』（ザ・ネクスト・イグジット）はDA PUMPの4枚目のオリジナル・アルバム。

## 概要
前作『BEAT BALL』から1年7か月ぶりのオリジナル・アルバム。
これまでの夏の発売から初めて冬に発売された。

## 制作
ベスト・アルバム『Da Best of Da Pump』でも収録された「if...」、「Purple The Orion」は、本作ではアルバムバージョンで収録された。
5曲のシングル表題曲が収録されている。
これまでのアルバムでは全20トラック中、インタールード等が7トラック、実質13トラックであったが、本作は全17トラック中、イントロ1トラックだけに留まり、実質16トラックが収録されている（通常盤）。
本作よりDA PUMPとm.c.A・T連名による作詞曲の収録が開始された。
初回盤のみ「One Love WATTER NU UMUI」がボーナス・トラックとして収録されている。音楽配信はされていない。　

## チャート成績
オリコンチャート3位を獲得した。
売上は20.7万枚を記録。

## 収録曲
作詞：m.c.A・T,作曲・編曲：富樫明生（特記以外全曲）
1. intro(0:30)[1]
2. Thrill(3:18)[1]
  - 作詞：m.c.A・T, KEN
3. if... （Album Version）(3:53)[1]
  - 12thシングル
4. Everybody Join Us （in The Party）(4:34)[1]
  - 作詞：m.c.A・T, KEN
5. CORAZON(4:02)[1]
  - 作詞：m.c.A・T,ISSA,KEN／作曲：長部正和／編曲：富樫明生,今井了介
  - 14thシングル
  - 日本テレビ系「劇空間プロ野球 2001」イメージソング
6. Forever This Time(3:42)[1]
  - ホーユー「Beauteen体験シリーズ」CMソング
7. Angelize(4:24)[1]
  - 15thシングル「Steppin' and Shakin'」のカップリング曲。
  - 明治乳業「明治エッセルスーパーカップ」CMソング
8. Do The Bad Thing(4:13)[1]
9. Purple The Orion （Album Version）(4:09)[1]
  - 13thシングル
10. Somebody(4:52)[1]
11. Dragon Screamer(3:57)[1]
  - 作詞：m.c.A・T,YUKINARI
  - 16thシングル「All My Love To You」のカップリング曲。
  - テレビ東京系アニメ「キャプテン翼」オープニングテーマ
12. White Moon Lullaby(4:04)[1]
  - 13thシングル「Purple The Orion」のカップリング曲。
13. Sparkle(4:49)[1]
  - 作詞：m.c.A・T,KEN／作曲・編曲：今井了介
14. Steppin' and Shakin'(4:32)[1]
  - 作詞：m.c.A・T, KEN
  - 15thシングル
  - ホーユー「Beauteen」CMソング
15. All My Love To You(4:10)[1]
  - 16thシングル
  - 日本テレビ系「レッツ・ゴー!永田町」主題歌
16. Loose Life （not so bad）(4:02)[1]
17. Break! Go!(3:30)[1]
  - 作詞：m.c.A・T,DA PUMP
18. One Love WATTER NU UMUI（初回盤のみボーナス・トラック）
  - 作詞：m.c.A・T, DA PUMP
  - 15thシングル「Steppin' and Shakin'」カップリング曲の別バージョン。